# Taeniophallus bilineatus
Taeniophallus bilineatus är en ormart som beskrevs av Fischer 1885. Taeniophallus bilineatus ingår i släktet Taeniophallus och familjen snokar. Inga underarter finns listade i Catalogue of Life.
Arten förekommer i sydöstra Brasilien i delstaterna Rio Grande do Sul, Santa Catarina, Paraná, São Paulo, Rio de Janeiro och Minas Gerais. Den lever i låglandet och i bergstrakter upp till 1610 meter över havet. Habitatet utgörs av fuktiga skogar. Taeniophallus bilineatus är dagaktiv och den vistas på marken. Arten äter ödlor och grodor. Ett exemplar var 27 cm lång från nosen till kloaköppningen. Honor lägger ägg.
För beståndet är inga hot kända. I utbredningsområdet finns flera skyddszoner. IUCN listar arten som livskraftig (LC).